# 飯田港
飯田港（いいだこう）は、石川県珠洲市の若山川の河口にある地方港湾。港湾管理者は石川県。
中央桟橋を境に東側が漁港、西側が商業港として使用されている。

## 沿革
当港は海岸の湾曲が少ないことから、古くから内浦各港の間を汽船が往復し、生活用品や能登鉱山の石膏も積み出され、越中（現・富山県）、北海道へ航行する船舶が寄港していた。1923年（大正12年）刊行の『珠洲郡史』には「若山川は幅広くして水深く二百石船の往来盛ん。港は港入浅くして風波を防ぐべきものなし。ために大船も停泊できず、良港とぼしきところ」と記されている。
1933年（昭和8年）から突堤及び桟橋の築造に着手、外郭施設、係留施設等の整備が順次進められた。1962年（昭和37年）頃から七尾 - 奥能登間の定期船運航に伴い、珠洲地方の発着港となった。この時点で防波堤が無く、砂浜で水深も浅いため大型船の停泊は困難であったが、1973年（昭和48年）の都市開発事業として港湾の埋め立てが進んだ結果、329,000m2の埋立地を造成。大型船の接岸が可能になった他、埋立地には大型店舗のシーサイドや、珠洲商工会議所、ミニ公園などの公共施設が建設されている。
2013年（平成25年）7月20日には港一帯が『みなとオアシス飯田』としてみなとオアシスの登録を受け、2016年（平成28年）度には、湾内の静穏を高める防波堤の整備が完了している。
2024年1月1日に発生した能登半島地震の揺れと津波により、防波堤や岸壁が破損するなどの甚大な被害を受けた。同年2月28日、港湾管理の権限代行を受けた北陸地方整備局は、漁船だまりに散乱した消波ブロック、転覆等した船舶の引揚げ、移動作業などの啓開作業を開始した。

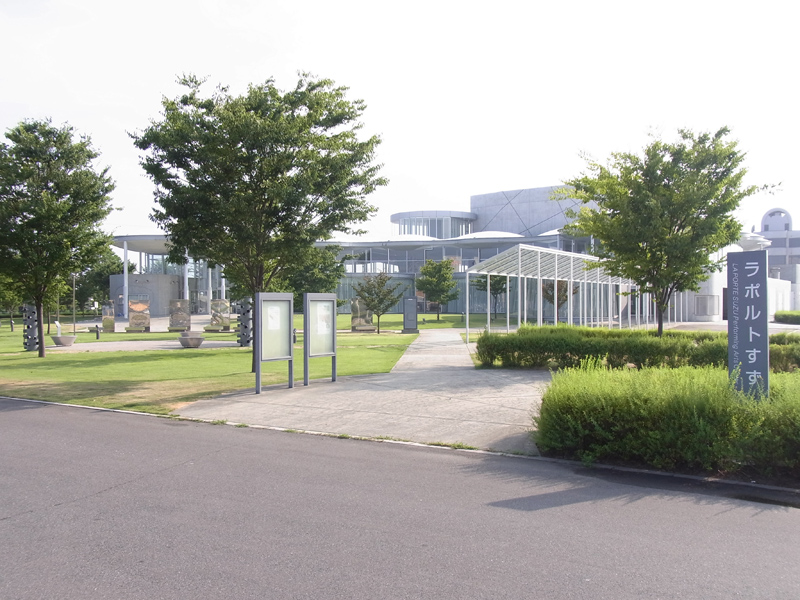
ラポルトすず（2012年撮影）
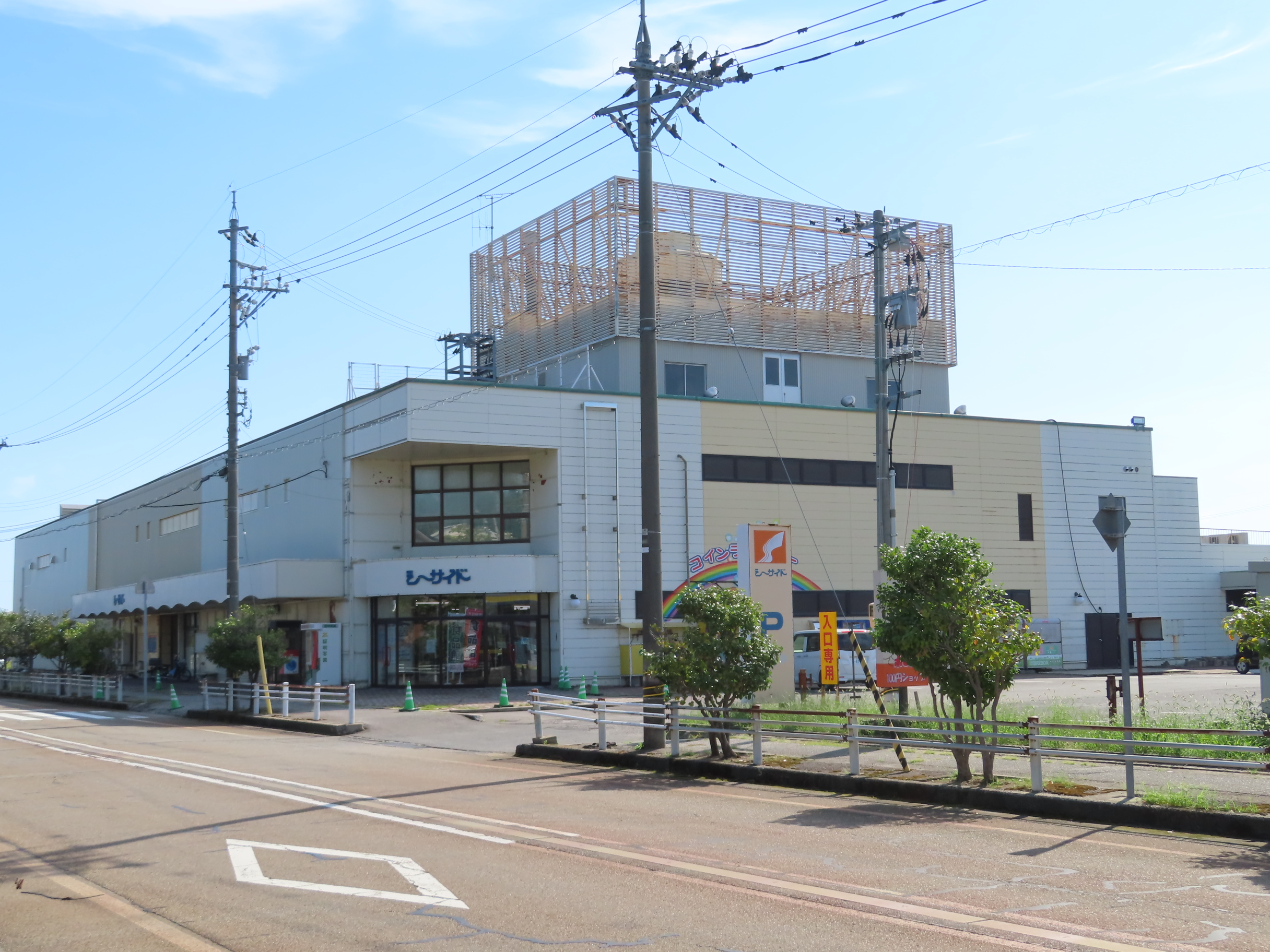
ショッピングプラザシーサイド（2023年撮影）

## かつて就航していた航路
- 七尾港（1948年〔昭和23年〕1月20日開設[7]。一度廃止を経て、1962年〔昭和37年〕から一時期のみ[2]）
- 小木港（日本海観光フェリーにより1975年（昭和50年）にカーフェリーとして就航、1978年にホバークラフトに変更され、1979年に運航中止）[2]
- 富山港（1982年（昭和57年）7月23日[8]から同年10月[2]まで、新能越フェリー（本社・石川県珠洲市）により運航、定員80人の『スワロー』を使用し片道1時間45分にて運航していた[8]。なお、観光シーズンである8月の1ヵ月間でも利用者は上下合わせて大人965人・小人107人しかいないなど利用者が少なく、大幅な赤字経営を強いられていた[9]）
- 姫川港（1982年7月23日[10]から1983年10月[2]まで新能越フェリーがカーフェリー『フェリーたまひめ』を運航）[10]